# Simon Whitfield
Pour les articles homonymes, voir Whitfield.
Simon St. Quentin Whitfield, né le 16 mai 1975 à Kingston est un triathlète professionnel canadien, champion olympique en 2000 et vice-champion olympique en 2008. Dix fois champion de triathlon du Canada, il est le porte drapeau de la délégation canadienne pendant la cérémonie d'ouverture des Jeux olympiques d'été de 2012 à Londres.

## Biographie
Simon Whitfield  gagne la première médaille olympique de l'histoire du triathlon aux Jeux olympiques à Sydney en 2000. Aux Jeux olympiques de 2008 à Pékin, il remporte la médaille d'argent. Au moment de son titre olympique il était licencié au club d'Aix-en-Provence « Triathl'Aix ». Il est avec l'Américain Hunter Kemper le seul triathlète masculin à avoir pris part à quatre éditions des Jeux olympiques d'été en triathlon.
Il a remporté durant sa carrière douze épreuves de Coupe du monde (Saint-Pétersbourg et Toronto 2001, Edmonton et Corner Brook 2002, Edmonton et New-York 2003, Mazatlán 2004, Kitzbuehel Cancún et Vancouver 2005, Ishigaki 2008, Hy-Vee 2009).
Simon Whitfield a pris sa retraite en 2013, il a été porte-drapeau de la délégation du Canada aux Jeux olympiques 2012 à Londres.

## Palmarès
Le tableau présente les résultats les plus significatifs (podium) obtenus sur le circuit international de triathlon depuis en 2000.
| Année | Compétition                                   | Pays        | Position | Temps           |
| ----- | --------------------------------------------- | ----------- | -------- | --------------- |
| 2009  | Coupe du monde - l'étape de Hy-Vee            | États-Unis  |          | 1 h 49 min 43 s |
| 2008  | Jeux olympiques - Pékin                       | Chine       |          | 1 h 48 min 58 s |
| 2008  | Coupe du monde - l'étape d'Ishigaki           | Japon       |          | 1 h 51 min 12 s |
| 2007  | Coupe du monde - Classement Général           |             |          |                 |
| 2007  | Coupe du monde - l'étape de Cancún            | Mexique     |          | 1 h 52 min 5 s  |
| 2007  | Coupe du monde - l'étape de Salford           | Royaume-Uni |          | 1 h 52 min 4 s  |
| 2007  | Coupe du monde - l'étape de Kitzbühel         | Autriche    |          | 1 h 42 min 56 s |
| 2007  | Coupe du monde - l'étape de Vancouver         | Canada      |          | 1 h 49 min 16 s |
| 2006  | Alcatraz-Triathlon                            | États-Unis  |          | Timing          |
| 2006  | Coupe du monde - l'étape de Corner Brook      | États-Unis  |          | 1 h 55 min 5 s  |
| 2004  | Coupe du monde - l'étape de Mazatlán          | Mexique     |          | 1 h 50 min 31 s |
| 2003  | Coupe du monde - l'étape de New York          | États-Unis  |          | 1 h 46 min 47 s |
| 2003  | Coupe du monde - l'étape d'Edmonton           | Canada      |          | 1 h 47 min 7 s  |
| 2002  | Jeux du Commonwealth - Manchester             | Royaume-Uni |          | 1 h 51 min 57 s |
| 2002  | Coupe du monde - l'étape de Corner Brook      | Canada      |          | 1 h 53 min 35 s |
| 2002  | Coupe du monde - l'étape d'Edmonton           | Canada      |          | 1 h 49 min 7 s  |
| 2001  | Coupe du monde - l'étape de Toronto           | Canada      |          | 1 h 50 min 32 s |
| 2001  | Coupe du monde - l'étape de Saint-Pétersbourg | Russie      |          | 1 h 48 min 52 s |
| 2000  | Jeux olympiques - Sydney                      | Australie   |          | 1 h 48 min 24 s |
| 2000  | Coupe du monde - Classement Général           |             |          |                 |
| 2000  | Coupe du monde - l'étape de Corner Brook      | Canada      |          | 1 h 56 min 5 s  |
| 2000  | Coupe du monde - l'étape de Rio de Janeiro    | Brésil      |          | 1 h 44 min 54 s |